# .hack (ゲーム)
『.hack』（ドットハック、まれにゲーム版.hack、.hack//Games）とは、2002年から2003年にかけてサイバーコネクトツーが制作し、バンダイ（後のバンダイナムコゲームス）が発売したオンライン風ロールプレイングゲームである。.hackのプロジェクト（Project .hack）の中心となるコンテンツになっている。売上本数は100万本。
.hackのゲームには大別して3つのシーズンがあるが、本記事では特に断り書きがない限り2002年から2003年にかけて発売されたvol.1〜vol.4までの四部作および発展させた.hack//fragmentを指す。なお、2006年以降に発売されたゲームは、旧シリーズと区別する意味で.hack//G.U.を2ndシーズン、.hack//Linkを3rdシーズンとして呼ばれる。これらは、メディアミックスコンテンツの総称としての「.hack」と混同されることがままある。

## 概要
小説やアニメも含めた.hackのタイムテーブル上では、小説.hack//ZEROに続く物語が展開されている。
架空のオンラインゲーム「The World」内でストーリーが展開し、主人公らはThe Worldをプレイしているという設定である。この設定を活かした演出が随所でなされているのが特徴で、ゲームを起動すると最初に架空OS「ALTIMIT」のデスクトップ画面が表示され、そこからオンラインゲーム「The World」にログインすることでゲームの開始となる。このデスクトップは現実さながらに壁紙の変更が可能で、BGMの変更も可能である。他のプレイヤーとのメールのやり取りやニュースの閲覧もでき、ゲームの進行具合に同期する形で情報が追加される。ログイン後は主人公のPCであるカイト（開始時に名前の変更可）を操作することになる。
4部作を3カ月おきという短期間で発売するゲームとしては珍しい連続ドラマ的な構成と、ゲームと同時期の現実世界での出来事を描いたOVA『.hack//Liminality』のDVDビデオと同一のパッケージでセット販売するという前例の無い販売方法が話題を呼んだ（.hackを参照）。この商法はそれなりの成功を収めたらしく、他社からも同様にゲームと関連するOVAをセット販売するソフト（『機甲兵団 J-PHOENIX』、『GUNSLINGER GIRL』等）が登場することとなった。後に出た廉価版（PlayStation the Best）では4部作を2作ずつセットにした代わりにOVAは収録されていない。
ストーリーを最後まで進めた状態でセーブすると、セーブデータに「クリアフラグ」が表示され、次作でデータのコンバートができるようになる。コンバートすると、その時点での仲間のレベルや所持アイテム、メール履歴などが引き継がれる。なお、コンバートしなくてもプレイは可能であるが、その場合はvol.ごとに決まったステータスから始まることとなる。また、クリアフラグが表示された状態で同じvol.のトップページを見ると「パロディモード」が追加されている。パロディモードではゲームの進行自体は変わらないものの、本編の台詞がほぼ全面的に差し替えられている。

## あらすじ

### Vol.1 感染拡大
ごく普通の中学生である主人公は、友人のヤスヒコ（PC名：オルカ）に誘われて、“カイト”という名のPCを作成し、有名なオンラインゲーム（MMORPG）・「The World」に参加することとなった。オンラインゲーム自体不慣れなカイトは、オルカのレクチャーを受けつつ初めての「The World」を楽しんでいたが、初めて行ったダンジョンで白衣をまとった少女のNPCが追われている姿を目撃する。オルカは何かを知っている様子であったが、少女のNPCから“何か”を託された直後、追撃者の手によって倒されてしまう。カイトはその際、オルカが託された“何か”を受け継ぐこととなり、それは『腕輪』に姿を変えた。カイトが少女のNPC（アウラ）と追撃者（八相の第一相スケィス）、および『腕輪』の力を知るのはもう少し後のことである。
「The World」でオルカが倒されて以降、その影響はリアルでも現れた。ヤスヒコが意識不明になり、入院したのである。「The World」が何らかの原因となっているのではないかと考えた主人公は、情報を求めてBBSに書き込むものの、短時間で削除されてしまう。不審に思う主人公であったが、自らで情報収集をすべく「The World」を続けることにした。ちょうどその頃、カイトは“ブラックローズ”というPCと出会う。ブラックローズに促されるまま「Δ隠されし 禁断の 聖域」に行くが、そこで倒すことの出来ないモンスターと遭遇する。高いレベルのモンスター相手に苦戦するカイトだが、危ないところをバルムンクに救われる。その際にカイトは『腕輪』の力（データドレイン）を発揮するが、それはデータを改ざんする能力であり、不正規を嫌うバルムンクからは敵対視されることとなる。実はこのバルムンクは、オルカと共に『フィアナの末裔』と称される名プレイヤーであり、オルカの相棒であった。意識不明となったオルカを案ずるカイトとバルムンク、この2人は敵対することとなってしまった。
バルムンクとの一件以来、カイトの元にはヘルバからのメールが届くようになる。ヘルバは名の知られた凄腕のハッカーであり、本来管理者しか知りえない情報や、不正規アイテムであるはずの『腕輪』の情報などを主人公に与えた。ヘルバの手助けもあり、オルカを意識不明にした張本人である第一相スケィスと対峙することができたものの、カイトの目の前でアウラはデータドレインされてしまう。カイトとそのパーティはスケィスを倒すことに成功したが、直後にスケィスとは比べ物にならない強敵クビアと遭遇、ヘルバの助けにより事なきを得るが、同時にこの事件が簡単には解決できないことを知ることとなる。

### Vol.2 悪性変異
クビアと遭遇したエリアに行ってみるものの何もなく、途方にくれたカイトとブラックローズは「意識不明者を回復させるヒントを持つ」という匿名の情報提供者に呼び出される。呼び出したのは管理者・リョースで、不正規なアイテムである『腕輪』をアンインストールするのが目的であった。ヘルバが介入しその場は収まるが、カイトらはリョースの調査に協力させられることとなる。最初はおとなしく従うカイトらであったが、“意識不明者はハッカーのばら撒いたウイルスが原因であり、管理者は関係ない”との姿勢を崩さず、エリア調査中に遭遇した第二層イニス撃破を独断行動と警告、指示があるまで待機を命令したリョースに嫌気がさし、意識不明者を救うキーワードとなるであろう『黄昏の碑文』の情報を持つワイズマンと独自にコンタクトをとる。ワイズマンの勧めでヘルバを頼り、カイトは彼女が管理するネットスラムを訪れるが、リョースにネットスラムの場所を知られてしまう。ネットスラムごと「システムが不安定になる温床」を消そうとするリョースであったが、第三相メイガスが現れネットスラム自体が崩壊してしまう。時を同じくして影響はゲーム全体に広がり、今まで特定エリアのみであった侵食は、他のエリアや果てはルートタウンまで及んだ。

### Vol.3 侵食汚染
侵食の影響は他プレイヤーにも広がり、倒せないモンスターの存在や、本来手に入らないはずのウイルスコアの話題がBBSでもされるようになっていた。崩壊を始めるThe Worldを見て、カイトは自分の行動は間違っているのではないかと思い詰める。独自でウイルスと侵食について調べていたバルムンクだったが、事態解決の為にはカイトの持つ『腕輪』の力が必要不可欠であるという考えに至り、ダンジョンで苦戦していたところを助けたことをきっかけに協力するようになる。バルムンクと和解後、ブラックローズから助力する理由を明かされ、改めてThe Worldを救うべく動き始めたカイトはワイズマンの助言を得てヘルバと協力関係を結ぶことに成功する。助力を受けて第四相フィドヘルを撃破するが、現実世界でもネットワークトラブルが多発するようになってしまった。それでも未だリョースとは敵対関係にあったカイトらであったが、事件解決にはCC社内部の情報も必要との考えからリョースに協力を持ちかけ、ヘルバからのリークを受けて上層部に不信感を抱き始めていたリョースはこれを承諾する。ヘルバ・リョース・ワイズマンの協力のもと、カイトらは第五相ゴレの潜むエリアを突き止めこれを撃破することに成功する。作戦の成功を喜ぶカイトらであったが、同時に開発者ハロルド・ヒューイックが仕掛けた「The Worldの本当のルール」に気づくのであった。

### Vol.4 絶対包囲
The World内の侵食の影響はリアルにも通信回線の麻痺という形で及ぶようになり、また医療機器の不具合という形で未帰還者の近辺にも忍び寄っていた。カイトらは今後の対策のため、公開されたばかりのΩサーバに呼び出されるが、非常に不安定であったためヘルバの立ち上げたミラーサーバへと誘導される。ヘルバの作成したワクチンと、リョースの部下らの協力で「波」の行動を制限し、カイトらはそのエリアに駆けつけるが、そこに居たのはカイトの仲間、ミアとエルクであった。ミアはこれまでにも奇妙な言動が目立っており、ここでカイトらの前に第六相マハとして対峙することとなる。カイトはやむなく撃破するが、ミアを親愛するエルクはワクチンを持って持ち場を離れてしまう。これによって「波」の包囲は崩れ、リョースの部下らは病院へ搬送されてしまった。そこで新たにカイトの仲間が協力し、第七相タルヴォスを撃退することに成功する。
その後の「波」の追撃によりカイトらはハロルドの残留意識と遭遇、カイトはアウラからクビアと腕輪は表裏一体でありクビアを倒せば腕輪もなくなることを告げられる。直後にクビアに遭遇、苦戦するカイトらは腕輪を破壊することを決意する。その結果、クビアを撃破することに成功するが、その代償として「波」に対抗する唯一の手段である腕輪を失ってしまう。
Ωサーバに戻り対策を練るカイトらであったが、第八相コルベニクはそこに現れた。苦戦を強いられるカイトらであったが、アウラと共に駆けつけたオルカ・カズ・楚良ら未帰還者らの助けによりコルベニクを追い詰めることに成功する。しかし、あと一歩のところでコルベニクはドレインハートを発動、バルムンク・ブラックローズがデータドレインされてしまう。カイトにもデータドレインが迫った時、先の自分勝手さを悔いたエルクにより庇われる。仲間らがデータドレインされていく様に決死の覚悟を決めたカイトは、単身コルベニクに特攻する。コルベニクにとどめを刺そうとしたその時カイトの目の前にアウラが現れる。腕輪とクビアの様にアウラもまた八相と表裏の存在、ハロルドの求めた『究極のAI』であるアウラは、最も人間らしい思考「自己犠牲」によってThe Worldを救うのであった。
数ヵ月後、八相全てを倒したことでThe Worldは正常を取り戻し、未帰還者は意識を取り戻した。再生したアウラに呼び出されたカイトとオルカは、アウラから『黄昏の腕輪』と同等の力を持つ『薄明の腕輪』を託される。この頃、BBSではカイトとそのパーティは一躍有名になっており、人はいつか彼らのことを『.hackers（ドットハッカーズ）』と呼んだ。

## ゲームシステム

### ALTIMIT OS
#概要で示したとおり、ゲームを開始すると、まず架空OS・ALTIMITのデスクトップ画面が表示される。
デスクトップ上には、以下のメニューが存在する。
The World
オンラインゲーム『The World』を起動する。
Log in
The Worldをプレイする。
BBS
The World公式BBSを閲覧する。書き込みの内容はゲームの進行に従って、ユーザが書き込むような形式で増えてゆく。
Quit
The Worldからログアウトし、デスクトップに戻る。

Mailer
ゲーム内における運営企業サイバーコネクト社からのお知らせや、仲間からのメールを受け取ることができる。
仲間からの私的なメールに対しては、プレイヤーは返信する内容を選択肢から選ぶことができる。
News
文字と挿絵（写真）によるニュースが配信される。ニュースの内容は、未来技術に関するジョーク的なものから、主人公の関わる事件にまつわるものまで、様々な種類が存在している。
Accessory
壁紙の設定、ムービーの閲覧などを行う。
Audio
サウンドを変更することができる。
Data
メモリーカードに現在までのゲーム進行を記録、あるいは読み込みを行う。セーブは、ログイン中にもルートタウンで行うことができる。

### サーバーとルートタウン
The Worldには複数の並立するサーバが存在しており、ユーザはそのサーバ間を行き来することができる。これらのサーバには、必ず拠点となるルートタウン（Root Town）が設けられている。
プレイヤーがログインする際やフィールドから帰還する際には、必ずルートタウンへ転送される仕様となっており、仲間とのパーティ編成、武器・防具やアイテムの売買、プチグソ（後述）の育成、セーブなどもルートタウンで行うことができる。
本作のサーバと、それぞれのルートタウンの名称は以下のとおり。
Δ（デルタ）サーバ
水の都マク・アヌ
Θ（シータ）サーバ
高山都市ドゥナ・ロリヤック
Λ（ラムダ）サーバ
文明都市カルミナ・ガデリカ
Σ（シグマ）サーバ
空中都市フォート・アウフ
Ω（オメガ）サーバ
遺跡都市リア・ファイル

### エリアワード
ルートタウンからエリアへ移動する際には、ルートタウン内に存在する転送ポイント「カオスゲート」に対し、エリアワードを入力する必要がある。エリアワードは前半Aパート・中盤Bパート・後半Cパートに区切られており、各々に数十種類設定された文節を組み合わせることで、生成される。それぞれのパートのワードには、敵のレベル・属性・天候などに影響するものも含まれている。
無数に存在するエリアの中には、特定のワードで到達できる特殊なエリアも存在しており、多くの場合レアアイテムが隠されている。BBSなどでプレイヤー同士が情報交換を行っていることも少なくない。
なお、エリアワードは全てのサーバに共通しているが、使用するサーバによって異なるマップへと転送される。そのため、表記の際はΔ 萌え立つ 過越しの 碧野などのように先頭にはサーバ名を付与することで区別できるようにするのが一般的となっている。

### フィールドとダンジョン
プレイヤーは仲間と3人までのパーティを組んで、エリアへ赴くことになる。エリアは、地上フィールドと地下3階程度のダンジョンで構成されており、ダンジョンの最下層にはアイテムを祀る「アイテム神像」が置かれている。特殊なマップでは階層が深くなっていたり、奥にボスキャラクターが存在することもある。
エリアマップには黄色い円状のシンボルが点在しており、プレイヤーが近づくと宝箱またはモンスターとして実体化する。実体化したモンスターは、基本的にプレイヤーに向かい襲いかかってくる。フィールドではモンスターから遠ざかることで戦闘から逃げることも可能だが、閉鎖空間となるダンジョン内では逃げる手段は無い。

### 戦闘
戦闘はややアクション要素を持つものとなっており、モンスターに近づいての直接攻撃、またはスキル（技や呪紋）やアイテムを使用して戦うことになる。
プレイヤーは、他の仲間に対して行動指針（作戦）を提示したり、指定したスキルやアイテムを使うよう指示することができる。
ただし、サーバの異変によって発生したウイルスバグは、データ自体が通常の敵と異なっており、ダメージを与えることができない。黄昏の腕輪の「データドレイン」（後述）を使ってデータを書き換えなければ倒すことはできない。

### 黄昏の腕輪
ゲーム開始後間もなく主人公が手にすることになる黄昏の腕輪には、『The World』にとってイリーガルな機能が秘められている。ストーリー上の扱いに関しては#黄昏の腕輪を参照。
データドレイン
モンスターやウイルスバグのデータを書き換え、弱体化させる機能。反作用として、時に「暴走」し、味方を状態異常にする。副産物として武器・防具、あるいは特殊アイテム「ウイルスコア」が手に入る。使用するごとに侵食ゲージが増していき、一定値を超えると暴走した際ゲームオーバーになる可能性が出てくる。なお、主人公で敵に止めを刺すと、ゲージは減少する。
ゲートハッキング
プロテクトエリアと呼ばれるアクセス権限の無いエリアに対して、開放・侵入を行う機能。エリア毎に特定種類のウイルスコアを数個消費する。

## 登場人物

### 主要人物
カイト
声：相田さやか

ブラックローズ
声：浅野真澄

バルムンク
声：檜山修之

オルカ
声：増谷康紀

アウラ
声：坂本真綾

ヘルバ
声：冬馬由美

リョース
声：西村知道
CC社のシステム管理者。「リョース」という名前はネット叙事詩「黄昏の碑文」に登場する光の王の名前であり、管理権限を持つものに与えられるコードネームであり、正確には特定の人物を指す名前ではないが、本作においては常に同じ人物が操作している。『The World』をCC社の方針に沿うように管理・運営することのみを考え、そのためであれば手段を選ばない、融通の利かない思想である。
当初はシステム外のカイトを危険視し、排除すべく様々な干渉を試みるが、ヘルバによってカイトを排除することによる『The World』への悪影響を諭される。それでも『The World』を管理者として管理することに拘り画策するが、自分だけの力では対処できないことを悟り、また自分以上に一生懸命なカイトに心を打たれ、カイトやヘルバと協力して事態に対応することを約束する。
後日談のOVA『Unison』では相変わらずThe Worldの管理者の仕事を続けていた。禍々しき波と戦った者として、ヘルバの手によるネットスラムでの祭に招待されており、そこでかつてΩサーバーとして代用されていたネットスラムを正式なルートタウンとして採用したい考えをヘルバに持ち掛ける。
パロディモードでは、時代劇や西部劇や極道映画やハードボイルドなどのようなダンディなくさい芝居がかった口調で話す。カイトに多くの試練を与えるが、実はカイトの父親であること気付かれるのが怖くて邪魔をしていたのだった。ミアとの間にオルカを儲けている。
リアルではCC社の社員であり『The World』のサーバー管理者。前記のとおり正確には特定人物を指すものではないが、黄昏事件当時のリョースは『The World』に隠された謎や「黄昏の碑文」に関する知識は皆無で、実際はCC社上層部にいいように使われている。役職は課長だが、最近昇進したばかりなのか「係長」と呼ばれることも少なくない模様。
『新約小説「.hack」』では土屋 浩司（つちや こうじ）の本名が設定された。管理者PCとは正反対の痩せ型の若い男性で、ゲーム内でカイトと初めて出会った後、現実世界で彼と出会い身辺調査を行った。また、『Liminality』に登場する徳岡純一郎とはかつての同期で『トク』と呼んでいるが、彼に振り回されることが多かったためか、関係性を言及された際には険悪な態度を取った。

ワイズマン
声：山崎たくみ

ミア
声：高山みなみ

エルク
声：斎賀みつき

ハロルド＝ヒューイック

### 主要人物以外の仲間キャラクター
ミストラル
声：榎本温子

ぴろし
声：小野坂昌也
なつめ
声：坂本真綾

ガルデニア
声：冬馬由美
口数の少なく愛想の無い女性PC。職業は重槍使い。物事や話題に関しては何かと自己完結してしまうタイプで、必要な事柄以外は口に出さず、実際に口に出す言葉は大概が結論だけのものなので、本当の意図を誤解されてしまうことが多い。
野花を好み、それに因んだエリアワードを好む。「ガルデニア（Gardenia）」の名前もガーデニア（梔子）の花が由来で、自分が無口なこと（＝クチナシ）と掛けている。
凛々しい外見と物静かな性格から“ガル様”の愛称で慕われ、特に女性のファンが多くファンクラブまで存在する。しかし、ガルデニア本人は全く興味がなく、むしろ追いまわすファンを鬱陶しがっている。
リアルでは18歳（高校生）の女性。高校では薙刀部に所属し、部長を務めている。ガルデニア同様プレイヤーもかなりの美形であるらしく、下級生の女子から連日大量に届くメールに困惑しているらしい。食べ物ではタコとキノコ、その他に猫の生き様が好きらしい。
砂嵐 三十郎（すなあらし さんじゅうろう）
声：増谷康紀

ニューク兎丸（ニュークうさぎまる）
声：檜山修之
派手なエディットで陽気な性格の男性PC。常に笑いを取ることを考える芸人的思考の持ち主で、その行動判断について物事や結果の正否は一切考えない。人々の注目を集めることを好み、戦闘での勝敗すら気にせず観客に反応を最優先にしている。その他、BBSで告知してダンジョン内で漫才やトークショーなどを披露しているが、掴みのギャグが寒いためお客の反応は芳しくない。また、メールのやり取りにおいても相手のノリを期待してメールなどでギャグを飛ばすなど、独特の感性で『The World』を楽しんでいる。
リアルではお笑い芸人志望の男性。首都圏在住。メールでは「本名・ニューク兎丸」と書いているがツッコミ待ちのボケであり、当然ながら本名ではない。レイチェルのプレイヤーと漫才コンビを組んでおり、主にボケ役を担当しているが、ツッコミ役の相方も一緒にボケてしまうことに頭を悩ませているらしい。黄昏事件当時は路上ライブを行うなど地道な活動を続けていたようだが、7年後（『.hack//G.U.』の頃）にはお笑いコンビ「にゅ〜くれいちぇる」のウサギ丸くんとして人気芸人にのし上がっている。ニュースで素顔を見る事も出来るが、殆どニューク兎丸そのままであった。
マーロー
声：檜山修之
乱暴な人柄で悪役といった印象の男性PC。職業は剣士。元PK。ややひねくれた思考回路の持ち主で、他人と同じ行動を取ることを極力嫌っている。発言も皮肉じみた口調のものが多いため、他のプレイヤーとのトラブルが絶えない。禍々しさのある暗色系の鎧が特徴だが、モンスターと勘違いされて攻撃されそうになったこともあるという。
他者に対して棘のある人物であるが根っからの悪人というわけではなく、過去に凶悪なモンスターと出くわした際に仲間から見捨てられたことが原因となっている。それ以来ソロプレイをメインにしているが、仲間と判断した相手への面倒見は意外と良い。なお、Vol.3では当時の仲間と和解するイベントが存在する。
リアルでは高校2年生の男性。『The World』では成人を想像させる発言や人物であるが、実は平凡な高校生である。ネットでの付き合いはネットだけと割り切っているため、素性に関して『The World』で明かすことはない。
レイチェル
声：久川綾
関西弁で商人気質の女性PC。職業は剣士。世話焼きで仕切り屋な性質で、『The World』では他者の役にたつ新たな商売を次々に考案しているが、悉く割に合わず頓挫している。それでも「過ぎた事は仕方がない」と割り切ることのできる性格であり、すぐ次の商売に意欲を燃やすことができるのが美徳であるといえる。物欲も強く宝箱類は全てチェックするようだが、レア度の低いアイテムには興味を示さず、守銭奴というわけではないようである。
リアルでは19歳、フリーターの女性。首都圏在住。人に使われることを嫌い、人を使う立場にある“長”の付く職業に憧れている。アルバイトの傍ら、ニューク兎丸のプレイヤーと漫才コンビ「にゅ〜くれいちぇる」を組んで路上ライブなどの活動をしている。担当はツッコミ役なのだが、ボケを振られるとつい一緒になってボケてしまうらしい。素顔はレイチェルほぼそのものである。
月長石 （げっちょうせき）
声：増谷康紀
寡黙でクールな印象の男性PC。 職業は双剣士。暗色系で顔を隠した衣装など、暗殺者をイメージさせるエディットとなっている。「自己鍛錬」という名目のレベルアップ以外には興味を示さず、毎朝2時間のレベル上げは日課となっている。喋る機会はガルデニアよりさらに少ないが、小動物を愛する心優しい人物。また惚れた女性にはやや弱いという一面もある。
リアルの詳細は一切不明。筋力トレーニングなどの自己鍛錬が日課で、プロテイン等も服用していることから、かなり本格的に取り組んでいる様子。動物好きだが不器用な性格であるため、子犬との接し方にすら苦戦している。
寺島 良子（てらしま りょうこ）
声：名塚佳織
上品な雰囲気を持つ女性PC。職業は重斧使い。ネットゲーム初心者であることに加え極度の方向音痴であり、レベル5で高レベルのダンジョンを彷徨っていたところをカイトに助けられた。その他にも、ダンジョンの1階にいたつもりが実は最下層まで行っていたという話もしばしば。一件以来カイトに好意を寄せていて、作中ではカイトをめぐってブラックローズと言い争いをすることも。
本名は寺島 良子（てらしま りょうこ）。高校2年生の女性。九州方面在住で、福岡県内にある名門として知られる最馬女子大学付属高校に通っている。言動からは家柄や気品を窺うことのできる一方、本名をPC名にしてしまうなど天然ボケや世間知らずといった印象を受ける。父親は良子曰く「お茶目な人」らしいが、「お米の気持ちが判らない」料理番を庭の池に縛り付けたり、良子の周りの“悪い虫”を黒服の男達に「掃除」させるなどしているようである。

### その他のキャラクター
カズ
声：斎賀みつき

ジーク

楚良（そら）

リョースの部下
第八相コルベニクとの最終決戦で、他の未帰還者と共に登場。
『新約小説「.hack」』では豚足隊というチーム名が設定され、連日の残業による疲れを癒やすためにロールプレイをするなど、日々の業務に疲弊している様子が描かれている。
ネットスラムの住人

### ボスキャラクター
八相（はっそう）

クビア

## 黄昏の腕輪
主人公にアウラが託した仕様外の得物。通常のプレイヤーでは見えない。ある程度ダメージを与えプロテクトブレイクを起こしたモンスターの内部からウイルスを除去してデータを書き換え弱体化させる力（＝データドレイン）と、システムによって封鎖されたエリアを解放する力（＝ゲートハッキング）を持ち、事実上禍々しき波への唯一の対抗手段である。その他にもカラーエディットの変化や、管理者ですら干渉できない強固なシステムプロテクトの獲得、八相のデータドレインによる意識障害からパーティを保護する能力、全魔法耐性向上などの恩恵を受けると同時に、使い方によってはプレイヤー自身に危険が及ぶ可能性もある。また、イリーガルプログラムである性質上、主にシステム管理者からの敵愾心もを受けることは避けられない。なお、腕輪はクビアと表裏一体の関係にあるため、片方が消えればもう片方も消えることとなる。

## 用語解説
.hackに登場する重要な語句を50音順に記載する。
職業（ジョブ）
ゲームを始める際、決定する戦闘を司るシステム。これにより決定した職業にはそれぞれに特性がある。
剣士/ブレイドユーザー（装備品：片手剣、全種類の防具）
バランスの取れているが、秀でた部分がないともいえるジョブ。攻撃力もそこそこあり防御力・回避も高めであるが、魔法の攻撃力は他のジョブよりやや劣る。物理戦闘能力に秀でており、前衛での主戦力や壁役など広く活躍できる。The Worldではもっとも一般的なジョブであり、使用するユーザー数も多い。
重剣士/ヘビーブレイド（装備品：両手剣、全種類の防具）
物理攻撃力は全ジョブ中一二を争うほど高く、防御力も高めであるが、魔法に関しては攻守ともに苦手とする。その他のステータスは標準的であり、高い攻撃力を生かした先手必勝が基本スタイルとなる。
双剣士/ツインユーザー（装備品：双剣、布・皮製防具）
もっとも移動速度が速く、回避・命中のステータスに優れ、魔法も得意とする万能タイプのジョブ。攻撃力や防御力は低めであり、持ち前のステータスを生かした避けて当てる戦闘スタイルが基本となる。
重斧使い/ヘビーアックス（装備品：斧、全種類の防具）
攻撃力・命中はともにトップクラスを誇り、HP・防御力が高いため非常に打たれ強いジョブ。逆に回避や移動速度については最低クラスで敵の攻撃が当たりやすく、魔法に対しては攻守ともに苦手とする。
重槍使い/ロングアーム（装備品：槍、布・皮製防具）
攻撃力は重剣士や重斧使いに匹敵するほど高く、命中・回避についても高水準を誇っている。物理防御は戦士系としてはやや低めだが、魔法に対する防御力はやや高くなっている。
呪紋使い/ウェイブマスター（装備品：杖、布製防具）
魔法の攻撃力・防御力は抜群に高く、戦闘では局面に応じて回復や補助も行うことが出来る。戦闘能力は極めて低く、完全に後方支援向けである。

黄昏の碑文
The World (.hack)#黄昏の碑文を参照。
.hackers（ドットハッカーズ）
カイトを中心としたパーティーの事。カイトの「データドレイン」の力によって、撃破不可能な筈のバグモンスター（ウイルスバグ）を次々と倒した姿を目撃され、噂になった上にその話を聞いたオルカに「ドットハッカーズ」と命名されてしまう。
リョースとヘルバとワイズマンが裏工作でもしたのか、リーダー・カイトとサブリーダー・ブラックローズ以外のメンバーは詳細を知られることは無かった（後日談にあたる.hack//黄昏の腕輪伝説でもカイトとブラックローズ以外のメンバーに関しては人数・構成共に一切不明とだけ説明されていた）。「ドットハック事件」（Pluto Again）終結後、事件を解決してくれたことにたいしてのお礼なのか、CC社によりカイトとブラックローズのエディットは「ドットハッカーズ仕様」として彼ら以外使用不可能の限定PCになった。（つまり限定された特殊エディット。バルムンクがイベントの報酬として手に入れたPCのエディットと似たような物と考えれば分かりやすい）
ウイルスバグの殲滅が完了したのか、.hack//黄昏の腕輪伝説の時点では既に活動を停止していた模様。コミック版・アニメ版の両方を併せて作中で確認できるのは管理者のバルムンクをはじめ、砂嵐三十郎（HOTARUの友人）、ミストラル（PC自体は娘に譲っている）、ワイズマン、ヘルバの計5名のみ。カイトとオルカは大学受験を控え、ログインしていない模様。後に発売された設定資料集収録の小説.hack//Legacyでは、カイトは本編の約半年後に最後のウイルスバグを除去すると同時にThe Worldを引退したことになっている。
プチグソ
ルートタウンの牧場で育てることが可能な生き物。エサを与えることで成長し、成獣になるとフィールド上に呼び出して移動手段にする事ができる。成獣となった後はルートタウン内に生活しており、アイテムのトレード相手にもなる。
未帰還者
.hack#用語を参照。

## パロディモード
各vol.にてゲームクリア後にプレイ可能となるモード。本編の台詞、メール等がギャグ調に差し替えられたものであり、本編同様フルボイスで進行する（サブイベントなど本筋以外の台詞はそのまま）。サクサク進行出来るように初期レベルが本来よりも高い状態から開始する。
本編のシリアスさをブチ壊しにする展開や下ネタ、電波系の台詞の数々が特徴だが、終盤で伏線を回収する形にもなっており、一つのストーリーとしてもまとまっている。脚本は本編と同じく伊藤和典。
また、作中の用語が別の名称で定着している場合もある。例を挙げれば「データドレイン」は「奥義暗黒吸魂輪掌破」。「ゲートハッキング」は「超次元・霊界航法」。「ウイルスバグ」は「Uノザワシン」。「ネットスラム」は「ゴミ溜め」など。

## .hack//fragment
2005年11月23日発売。本編の時間軸のどこにも属さないパラレルワールドを舞台とし、第1期シリーズのゲームやアニメ等で登場したキャラクターと共に冒険することができる。また、オンラインモードを搭載しており、全国のプレイヤーとの冒険を楽しむことができる。なお本作は当初の予定通り、1万本の限定生産のみとなった。
2005年9月20日から10月16日まで、抽選(当選数は非公開だが、サーバー数から推定して数千人程度)にて「先行リリース版」が配布され、約1ヶ月のβ期間が設けられていた。β版に関してはオンラインモード限定、Lv20のレベルキャップが存在し、サービスが終了した現在では起動画面やオプション画面を見ることしかできず、コレクション的な価値に留まる。
オフラインモード/オンラインモードの2種類を搭載しており、オフラインモードでは.hack//の世界を舞台にしたVol4時点でのオールキャスト、スター・システムにてあり得たかもしれないIFの世界観で独自のストーリーモードが展開される。またここで育成したキャラクター/獲得アイテム共にオンラインモードで共通してプレイが可能。
メーカーサイドではオンラインプレイ用のサーバーを用意せず、メーカーが提供するフィールド製作用ソフトウェア（パソコン用・無料）を用いて一般のプレイヤーがゲームマスターとなり、ゲームマスターのパソコンをサーバーとし、プレイヤーはパッケージ料金のみでオンラインモードをプレイすることが可能である。
また、自分でMAPを作成し、特定のワードでプレイヤーが作成したダンジョンに潜ることも可能であったが、オブジェクトなどが細かく指定できるような仕組みではなかったため、効率を求めたプレイヤーやサーバー管理者同士により、入り口から最深部まで一直線、モンスター討伐による経験値とレアアイテムを目的とした掘りの効率化を求めるプレイヤー、またサーバーレベル上昇を目的としたサーバーばかりとなってしまった点は否めない。(サーバーレベルに応じてモンスターやアイテムに上限値が存在するため、サーバー管理者はサーバーレベルの上昇が常に求められていた)
2006年11月末日をもってオンラインモードサービス終了の予定だったが、『.hack//G.U. Vol.3 歩くような速さで』の発売予定日である2007年1月18日まで延長していた。オンラインサービス終了後もオフラインモードはプレイ可能。

## 関連商品
.hackモバイル
iアプリDX対応端末向けのアプリケーションとして配信されている。
.hack//GAME MUSIC Perfect Collection
サウンドトラック。2003年4月末に発売された。